# Ilercavones

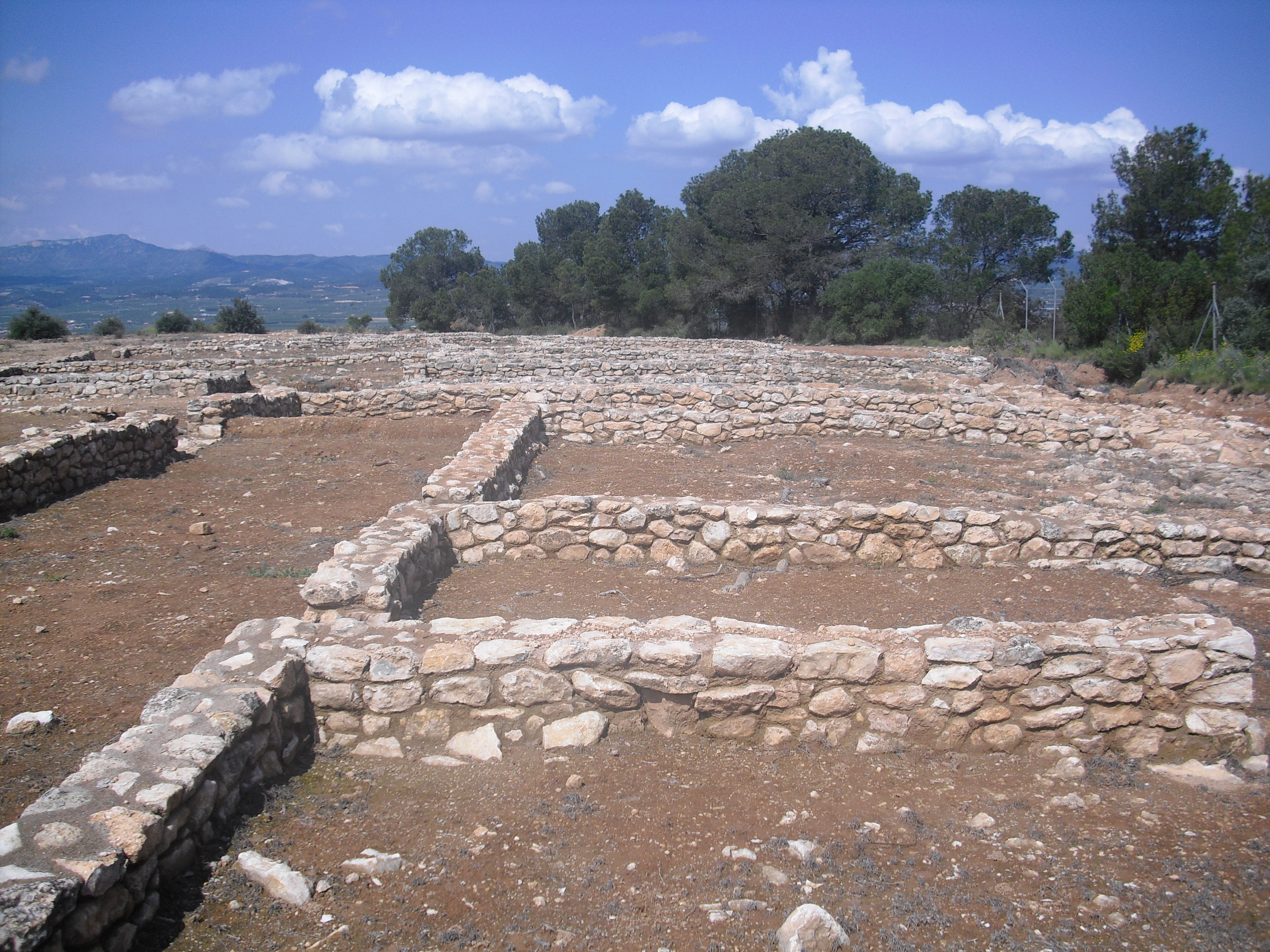
Tàn tích ngôi làng của người Iberes ở Castellet de Banyoles gần Tivissa.

Người Ilercavones là một tộc người Iberes cổ đại (trước thời La Mã) ở bán đảo Iberia (người La Mã gọi là Hispania). Họ được cho là đã nói tiếng Iberes.

## Lịch sử
Tên gọi Ilercavonia, vốn dùng để chỉ vùng lãnh thổ do bộ lạc Iberes này chiếm giữ, xuất hiện trong các văn bản và văn kiện của người Hy Lạp và La Mã cổ đại, nó vẫn còn được đề cập trong các văn bản thời Trung cổ. Giới hạn về phía bắc của vùng lãnh thổ này nằm ở Serra de la Llena, phía đông bắc ở Coll de Balaguer, phía tây là ở Mequinensa và phía nam tại Sagunt.
Plinius Già nói rằng người Ilercavones sinh sống ở vùng đất nằm giữa sông Udiva (có thể là sông Millars) và xa hơn về phía bắc của sông Ebro, và Ptolemy thì lại gọi tên mũi đất và bến cảng nơi họ sinh sống là Tenebri (có thể là Orpesa). Họ đã được Livius đề cập tới trong các bài viết của ông khi mô tả giai đoạn đầu tiên trong quá trình xâm lược Iberia của người La Mã.
Sau khi bị người La Mã chinh phục, người Ilercavones đã trở nên La Mã hóa, giống như các bộ lạc người Iberes khác ở bán đảo. Họ đã bị người La Mã đồng hóa một cách dần dần, đặc biệt là sau khi tiếng Latin trở thành thổ ngữ của họ.